# Spetsjran
Spetsjrán o Spetskhran (en ruso: Спецхран) es una abreviatura que corresponde a Oтдел специального хранения, transliterado como Otdel Spetsiálnogo Jranéniya, “Sección de almacenamiento especial”. Se refería a los archivos y colecciones de acceso limitado dentro de la antigua Unión Soviética. Esto estaba relacionado con la política de censura en la URSS.
El acceso a todo material contenido en la “sección especial” era condicionado, y sólo estaba disponible a partir de la obtención de permisos especiales y específicos.
La persona debía poseer el nivel de autorización correspondiente o, en su defecto, un permiso escrito de parte del Primer Departamento de la institución en la cual la persona en cuestión trabajase.
El “Almacenamiento Especial” fue concebido y creado teniendo en cuenta dos tipos o categorías principales de publicaciones: las consideradas “ideológicamente peligrosas” y aquellas con información clasificada, cuya eventual difusión se estimaba que podrían haber puesto en peligro secretos de Estado soviéticos (de naturaleza militar o económica).
Algunos ejemplos de esto son:
- Las publicaciones tempranas soviéticas asociadas con individuos prohibidos o “innombrables” porque habían caído en las lista negras durante el período estalinista (1924-1953). Por ejemplo, los revolucionarios León Trotski o Nikolái Bujarin.
- Las tempranas publicaciones rusas no comunistas.
- Las publicaciones realizadas por emigrados (emigre) soviéticos.
- Las publicaciones en idiomas extranjeros consideradas como una amenaza para el Estado soviético. No obstante, las de carácter científico o técnico estaban usualmente disponibles para el público, con las páginas “comprometedoras” eliminadas (y sólo accesibles a través de las versiones spetsjrán). Esto fue el caso, por ejemplo, de la traducción de una enciclopedia estadounidense en la que se había eliminado toda referencia al fracasado cohete N-1 (N, por Nosítel, “transporte”), con el que los soviéticos pensaban en algún momento enviar un hombre a la Luna.
- Varias publicaciones clasificadas, sobre disertaciones, datos técnicos, etc. (como Диссертация для служебного пользования, Dissertatsiya dlya sluzhébnogo pólzovaniya).